# Discriminante fundamental
En matemáticas, un discriminante fundamental D es un número entero invariante en la teoría de formas cuadráticas binarias enteras. Si Q(x, y) = ax2 + bxy + cy2 es una forma cuadrática con coeficientes enteros, entonces D = b2 − 4ac es el discriminante de Q (x, y). Por el contrario, cada entero D con D ≡ 0, 1 (mod 4) es el discriminante de alguna forma cuadrática binaria con coeficientes enteros. Por lo tanto, todos estos enteros se denominan discriminantes en esta teoría. 
Hay condiciones de congruencia explícitas que dan el conjunto de discriminantes fundamentales. Específicamente, D es un discriminante fundamental si, y solo si, una de las siguientes declaraciones es válida: 
- D ≡ 1 (mod 4) y no tiene cuadrados,
- D = 4m, donde m ≡ 2 o 3 (mod 4) y m carece de cuadrados.

Los primeros diez discriminantes fundamentales positivos son: 
1, 5, 8, 12, 13, 17, 21, 24, 28, 29, 33 (sucesión A003658 en OEIS).
Los primeros diez discriminantes fundamentales negativos son: 
−3, −4, −7, −8, −11, −15, −19, −20, −23, −24, −31 (sucesión A003657 en OEIS).

## Conexión con los campos cuadráticos
Existe una conexión entre la teoría de formas cuadráticas binarias integrales y la aritmética de los campos de números cuadráticos. Una propiedad básica de esta conexión es que D0 es un discriminante fundamental si, y solo si, D0 = 1 o D0 es el discriminante de un campo de números cuadrático. Hay exactamente un campo cuadrático para cada discriminante fundamental D0 ≠ 1, hasta verificarse un isomorfismo. 
Precaución: esta es la razón por la que algunos autores consideran que 1 no es un discriminante fundamental. Se puede interpretar D0 = 1 como el campo degenerado "cuadrático" Q (los números racionales). 

## Factorización
Los discriminantes fundamentales también pueden caracterizarse por su factorización en potencias positivas y negativas primas. Sea el conjunto 
{\displaystyle S=\{-8,-4,8,-3,5,-7,-11,13,17,-19,\;\ldots \}}
donde los números primos ≡ 1 (mod 4) son positivos y aquellos ≡ 3 (mod 4) son negativos. Entonces, un número D0 ≠ 1 es un discriminante fundamental si, y solo si, es el producto de miembros primos entre sí por pares de S.